# Crinum balfourii
Crinum balfourii är en amaryllisväxtart som beskrevs av John Gilbert Baker. Crinum balfourii ingår i släktet Crinum, och familjen amaryllisväxter. Inga underarter finns listade i Catalogue of Life.